# Örjans Vall
Örjans Vall é um estádio de futebol localizado em Halmstad, Suécia. Inaugurado em 1922, foi chamado de Halmstads Idrottsplats. Com capacidade para 15 500 pessoas, recebe os jogos dos times Halmstads BK e IS Halmia.